# Lago Cholila
El lago Cholila es un lago de Argentina de origen glaciar localizado en la provincia del Chubut, en el departamento Cushamen.
Tiene aproximadamente  1750 hectáreas y ocupa un valle aislado con orientación oeste-este, rodeado de hermosos paisajes de bosques de coihues y otras fagáceas. A diferencia de otros lagos de la región, no se encuentra dentro del ejido de ningún parque nacional, siendo la mayor parte de sus costas de propiedad privada. No obstante, su costa oeste se encuentra protegida como parque provincial. Su paisaje no se ha visto modificado sustancialmente por la ocupación humana.
Pertenece a la cuenca superior del río Futaleufú, que desagua sus aguas en el océano Pacífico a través del lago Yelcho y el río Yelcho.
Los cerros Tres Picos, de 2.492 m s. n. m., Anexo, de 2.498, y Dos Picos, de 2.515 m s. n. m. de altura, lo cercan por el norte y el oeste, aumentando la belleza paisajística del lugar.
Sus costas tienen una muy pequeña población permanente, destacándose en ellas una hostería, que recibe turistas durante casi todo el año. Recibe turismo dedicado, especialmente a la pesca de salmónidos. Su único acceso terrestre es un camino escarpado y de escaso mantenimiento, que parte de la localidad de Cholila.